# مطار دوير
مطار دوير (بالإنجليزية: Dwyer Airport)‏ (إياتا: DWR، إيكاو: OADY) هو مطار عسكري يخضع لسيطرة لواء المشاة البحرية، ويقع جنوب غرب لشكر كاه في جنوب أفغانستان.